# Southwest Division (NBA)
Southwest Division – jedna z dywizji znajdujących się w konferencji zachodniej w NBA. Obecnymi zespołami są: Dallas Mavericks, Houston Rockets, Memphis Grizzlies, New Orleans Pelicans, San Antonio Spurs.

## Mistrzowie dywizji
- 2005: San Antonio Spurs
- 2006: San Antonio Spurs
- 2007: Dallas Mavericks
- 2008: New Orleans Hornets
- 2009: San Antonio Spurs
- 2010: Dallas Mavericks
- 2011: San Antonio Spurs
- 2012: San Antonio Spurs
- 2013: San Antonio Spurs
- 2014: San Antonio Spurs
- 2015: Houston Rockets
- 2016: San Antonio Spurs
- 2017: San Antonio Spurs
- 2018: Houston Rockets
- 2019: Houston Rockets
- 2020: Houston Rockets
- 2021: Dallas Mavericks
- 2022: Memphis Grizzlies
- 2023: Memphis Grizzlies
- 2024: Dallas Mavericks

## Zwycięzcy
- 9: San Antonio Spurs
- 4: Houston Rockets
- 4: Dallas Mavericks
- 2: Memphis Grizzlies
- 1: New Orleans Hornets